# Јоханезбург
Јоханезбург (енгл. Johannesburg, венд. , зул. , кос. iRhawutini) је најнасељенији град у Јужноафричкој Републици и други по насељености у Подсахарској Африци, одмах иза Лагоса. Локално становништво је назвало град и „Џо'бург,“ „Џози,“ и „еГоли“. Јоханезбург је и престоница покрајине Гаутенг, најимућније покрајине у Јужној Африци, и седиште Уставног суда. То је један од најновијих метропола у свету, и спада међу мали број градова у свету који се не налазе близу морске обале или веће реке.

## Географија
Јоханезбург је и по површини и по броју становника огроман град. Са периферијом је величине око 100 km са 50 km и броји преко три милиона становника. Диспропорција је због тога што су ретка насеља са кућама наслоњеним једне на друге. По правилу су окружене великим брежуљкастим двориштима и окућницама, пројектованим тако да нико никога не види и не узнемирава. Углавном су са базенима.
Цео град је препун дрвећа и то најчешће дрвета јакаранде (Jakaranda), која у пролеће цео град својим цветом боји у љубичасто. Центар, који обележавају високи САБЦ антенски торањ са видиковцем и телекомуникациони торањ на Хилброу (Hillbrow), својим пословним зградама архитектонски наликује на северноамеричке градове. У њему се налази Музеј Африке, најзначајнији музеј културе и историје Јоханезбурга, где можете упознати историју града из свих углова, или на пример научити која је разлика између Банту и Зулу племена, разлику између Бура и Холанђана итд.
Јужније од центра се налази „Град златног гребена“ (Gold Reef City), рудник злата, који је тек скоро отворен за туристе, јер је био у употреби. Кажу да из авиона читав овај предео на сунцу сија златним сјајем, јер је велики део руде доста богат златом, као јаловина одлаган и расипан по околини. На истом месту се налази и Музеј апартхејда.
У западном делу града налази се Њутаун; неки га називају азијском четврти, где је Ганди отпочео своју ненасилну борбу против колонијалиста и доста је споменика из тог доба. Лавове можете видети у Парку лавова, а осталу афричку фауну у градском зоолошком врту. Обавезно искористите све излете ван града и у природу. Јоханезбург је богат великим парковима и оазама мира.

### Клима
| Клима Јоханезбурга (1961–1990. екстреми 1951–1990) | Клима Јоханезбурга (1961–1990. екстреми 1951–1990) | Клима Јоханезбурга (1961–1990. екстреми 1951–1990) | Клима Јоханезбурга (1961–1990. екстреми 1951–1990) | Клима Јоханезбурга (1961–1990. екстреми 1951–1990) | Клима Јоханезбурга (1961–1990. екстреми 1951–1990) | Клима Јоханезбурга (1961–1990. екстреми 1951–1990) | Клима Јоханезбурга (1961–1990. екстреми 1951–1990) | Клима Јоханезбурга (1961–1990. екстреми 1951–1990) | Клима Јоханезбурга (1961–1990. екстреми 1951–1990) | Клима Јоханезбурга (1961–1990. екстреми 1951–1990) | Клима Јоханезбурга (1961–1990. екстреми 1951–1990) | Клима Јоханезбурга (1961–1990. екстреми 1951–1990) | Клима Јоханезбурга (1961–1990. екстреми 1951–1990) |
| Показатељ \ Месец                                  | .Јан.                                              | .Феб.                                              | .Мар.                                              | .Апр.                                              | .Мај.                                              | .Јун.                                              | .Јул.                                              | .Авг.                                              | .Сеп.                                              | .Окт.                                              | .Нов.                                              | .Дец.                                              | .Год.                                              |
| -------------------------------------------------- | -------------------------------------------------- | -------------------------------------------------- | -------------------------------------------------- | -------------------------------------------------- | -------------------------------------------------- | -------------------------------------------------- | -------------------------------------------------- | -------------------------------------------------- | -------------------------------------------------- | -------------------------------------------------- | -------------------------------------------------- | -------------------------------------------------- | -------------------------------------------------- |
| Апсолутни максимум, °C (°F)                        | 41,4 (106,5)                                       | 33,5 (92,3)                                        | 31,9 (89,4)                                        | 29,3 (84,7)                                        | 26,4 (79,5)                                        | 23,1 (73,6)                                        | 24,4 (75,9)                                        | 26,2 (79,2)                                        | 30,0 (86)                                          | 32,2 (90)                                          | 38,5 (101,3)                                       | 39,4 (102,9)                                       | 41,4 (106,5)                                       |
| Средњи максимум, °C (°F)                           | 30,2 (86,4)                                        | 29,1 (84,4)                                        | 28,0 (82,4)                                        | 25,5 (77,9)                                        | 23,0 (73,4)                                        | 20,4 (68,7)                                        | 21,1 (70)                                          | 24,4 (75,9)                                        | 28,4 (83,1)                                        | 29,4 (84,9)                                        | 29,5 (85,1)                                        | 29,8 (85,6)                                        | 31,4 (88,5)                                        |
| Максимум, °C (°F)                                  | 25,6 (78,1)                                        | 25,1 (77,2)                                        | 24,0 (75,2)                                        | 21,1 (70)                                          | 18,9 (66)                                          | 16,0 (60,8)                                        | 16,7 (62,1)                                        | 19,4 (66,9)                                        | 22,8 (73)                                          | 23,8 (74,8)                                        | 24,2 (75,6)                                        | 25,2 (77,4)                                        | 21,9 (71,4)                                        |
| Просек, °C (°F)                                    | 19,5 (67,1)                                        | 19,0 (66,2)                                        | 18,0 (64,4)                                        | 15,3 (59,5)                                        | 12,6 (54,7)                                        | 9,6 (49,3)                                         | 10,0 (50)                                          | 12,5 (54,5)                                        | 15,9 (60,6)                                        | 17,1 (62,8)                                        | 17,9 (64,2)                                        | 19,0 (66,2)                                        | 15,5 (59,9)                                        |
| Минимум, °C (°F)                                   | 14,7 (58,5)                                        | 14,1 (57,4)                                        | 13,1 (55,6)                                        | 10,3 (50,5)                                        | 7,2 (45)                                           | 4,1 (39,4)                                         | 4,1 (39,4)                                         | 6,2 (43,2)                                         | 9,3 (48,7)                                         | 11,2 (52,2)                                        | 12,7 (54,9)                                        | 13,9 (57)                                          | 10,1 (50,2)                                        |
| Средњи минимум, °C (°F)                            | 11,0 (51,8)                                        | 10,3 (50,5)                                        | 8,5 (47,3)                                         | 4,7 (40,5)                                         | 1,6 (34,9)                                         | −1,9 (28,6)                                        | −1,9 (28,6)                                        | −0,6 (30,9)                                        | 1,8 (35,2)                                         | 4,7 (40,5)                                         | 7,3 (45,1)                                         | 9,5 (49,1)                                         | −3,1 (26,4)                                        |
| Апсолутни минимум, °C (°F)                         | 7,2 (45)                                           | 6,0 (42,8)                                         | 2,1 (35,8)                                         | 0,5 (32,9)                                         | −2,5 (27,5)                                        | −8,2 (17,2)                                        | −5,1 (22,8)                                        | −5,0 (23)                                          | −3,3 (26,1)                                        | 0,2 (32,4)                                         | 1,5 (34,7)                                         | 3,5 (38,3)                                         | −8,2 (17,2)                                        |
| Количина падавина, mm (in)                         | 125 (4,92)                                         | 90 (3,54)                                          | 91 (3,58)                                          | 54 (2,13)                                          | 13 (0,51)                                          | 9 (0,35)                                           | 4 (0,16)                                           | 6 (0,24)                                           | 27 (1,06)                                          | 72 (2,83)                                          | 117 (4,61)                                         | 105 (4,13)                                         | 713 (28,07)                                        |
| Дани са падавинама (≥ 0.1 mm)                      | 15,9                                               | 11,2                                               | 11,9                                               | 8,6                                                | 2,9                                                | 2,0                                                | 1,0                                                | 2,1                                                | 3,8                                                | 9,8                                                | 15,2                                               | 14,9                                               | 99,3                                               |
| Релативна влажност, %                              | 69                                                 | 70                                                 | 68                                                 | 65                                                 | 56                                                 | 53                                                 | 49                                                 | 46                                                 | 47                                                 | 56                                                 | 65                                                 | 66                                                 | 59                                                 |
| Сунчани сати — месечни просек                      | 250,1                                              | 224,8                                              | 238,8                                              | 236,9                                              | 276,0                                              | 266,9                                              | 283,9                                              | 284,1                                              | 280,8                                              | 269,5                                              | 248,7                                              | 263,9                                              | 3.124,4                                            |
| Извор #1: World Meteorological Organization, NOAA  |                                                    |                                                    |                                                    |                                                    |                                                    |                                                    |                                                    |                                                    |                                                    |                                                    |                                                    |                                                    |                                                    |
| Извор #2: South African Weather Service            |                                                    |                                                    |                                                    |                                                    |                                                    |                                                    |                                                    |                                                    |                                                    |                                                    |                                                    |                                                    |                                                    |

| Климатски подаци за Јоханезбург | Климатски подаци за Јоханезбург | Климатски подаци за Јоханезбург | Климатски подаци за Јоханезбург | Климатски подаци за Јоханезбург | Климатски подаци за Јоханезбург | Климатски подаци за Јоханезбург | Климатски подаци за Јоханезбург | Климатски подаци за Јоханезбург | Климатски подаци за Јоханезбург | Климатски подаци за Јоханезбург | Климатски подаци за Јоханезбург | Климатски подаци за Јоханезбург | Климатски подаци за Јоханезбург |
| Месец                           | Јан                             | Феб                             | Мар                             | Апр                             | Мај                             | Јун                             | Јул                             | Авг                             | Сеп                             | Окт                             | Нов                             | Дец                             | Година                          |
| ------------------------------- | ------------------------------- | ------------------------------- | ------------------------------- | ------------------------------- | ------------------------------- | ------------------------------- | ------------------------------- | ------------------------------- | ------------------------------- | ------------------------------- | ------------------------------- | ------------------------------- | ------------------------------- |
| Дневни просек сунчаних часова   | 14.0                            | 13.0                            | 12.0                            | 11.0                            | 11.0                            | 11.0                            | 11.0                            | 11.0                            | 12.0                            | 13.0                            | 13.0                            | 14.0                            | 12.2                            |
| Просечни UV индекс              | 11+                             | 11+                             | 11+                             | 9                               | 6                               | 5                               | 5                               | 7                               | 9                               | 11                              | 11+                             | 11+                             | 8.9                             |
| Source: Weather Atlas           |                                 |                                 |                                 |                                 |                                 |                                 |                                 |                                 |                                 |                                 |                                 |                                 |                                 |

## Историја
Историја Јоханезбурга почиње 1886. године, онога трена када је Џорџ Вокер (George Walker) запео за комад златне руде на свом имању у Витвотерсенду (Witwaterstand). Вокер је запео на месту на којем ће касније бити ископано 40% свог светског злата.
Злато се на територији Јужне Африке и Јоханезбурга тражи још од 1852. са променљивим успехом јер су га сви очекивали у груменастом или песковитом стању, као на другим сличним налазиштима широм света. Међутим оно је било ту, под ногама, у црвеној земљи по којој су ходали, само у мало другачијем облику. Џорџу Вокеру и његовом пријатељу Џорџу Ханиболу је због овога требало доста труда да сакупе људе и средства за улагања. Проблеме су стварале и тадашње бурске власти које су и саме донекле страховале од проналаска злата, јер су сумњале да би у случају његовог открића територију морале препустити тада моћнијим Британцима, што се касније и десило.
Када је било јасно о каквом се великом налазишту ради, за веома кратко време ову је територију населило више од стотину хиљада копача и њихових породица, иако до Ранда није било никаквих путева. Врло брзо се из хаоса створио град великог потенцијала, чији ритам и данас многи не могу да савладају.
Ипак, нису се сви обрадовали злату. Црно домицилно становништво је одмах поробљено и отерано у руднике, а тих су се навика белци, у овом ћошку света, тешко одвикавали.

## Становништво
Постоји и знатан број људи српске емиграције у Јоханезбургу. Како из оправданих разлога Срби нису „прележали“ Златну грозницу, углавном су то исељеници из времена комунизма на југословенским просторима, чија је бројност „освежена другим налетом“ из ере деведесетих година XX века истих. Сваке недеље је окупљање у Цркви светог Томе. Поред цркве, постоји и школа српског језика по имену Завичај. Српски језик, положен у овој школи, може да замени један од других језика на званичним сведочанствима јужноафричких школа.

## Живот у граду
У једном од званичних пропагандних туристичких летака пише: „Јоханезбург је место где можете да доживите Африку и пијете чисту воду из чесме“. Читаво место је чисто и уредно и западни стандарди у хигијени су једино на шта ћете овде наићи.
Цене у граду су доста ниже од европских, а квалитет робе и намирница је исти, или чак и виши. У супермаркету можете куповати све што је најјефтиније на полици и опет да једете мармеладу какву нигде нисте пробали. Све је екстра и по прихватљивој цени. У Јоханезбургу стандард белаца се може упоредити са западноевропским или боље речено са сличним градовима у САД. Бела мањина и даље живи и ужива веће економске привилегије и било би нереално очекивати да се стандард преко ноћи поравна, па је немогуће причати о некој средњој вредности као мерилу квалитета живота. Међутим, нико вас, без обзира на порекло, неће спутавати у својим пословним идејама, ако вреде наравно, а права и правила понашања су слични америчким. Цене рада су доста пале последњих година, јер је све већи број газда који праве компромисе са својим егом, зарад зараде и јефтинијег црног радника.
Живот без аутомобила је једноставно незамислив и због тога што до скоро у граду није било никакве врсте јавног превоза. Данас постоји успостављен аутобуски саобраћај, али је и даље главни градски превоз такси. Вози се левом страном; већином су возила европских марки, које имају своје фабрике у ЈАР. То је био начин да се заобиђу ондашње санкције Уједињених нација, уведене због апартхејда, па је ЈАР дуго времена била једина земља у којој се поред Немачке производио „Мерцедес“.

### Ноћни живот
Ноћни живот Јоханезбурга је нешто посебно. Иначе ово је онај део Африке који није до краја покидао везе са својим колонијалистима и познат је по добром проводу. Ваљда стога што су ту традиционално долазили већином авантуристи; људи који нису могли „с миром седети кући“. У Јоханезбургу ноћни провод почиње после 10 сати, а најпознатија је улица Роки стрит (Rocky Street), са великим бројем ноћних барова и коктел клубова и не би је требало изоставити из сопственог туристичког водича, уз обавезно коришћење таксија у доласку и одласку.

## Партнерски градови
- Њујорк
- Бирмингем
- Кејптаун
- Дурбан
- Лерте
- Пекинг
- Преторија
- Рим
- Адис Абеба
- Лондон
- Санкт Петербург
- Тајпеј
- Акра
- Thann